# ¿Qué he hecho yo para merecer esto?
¿Qué he hecho yo para merecer esto? (Waaraan heb ik dit verdiend?) is de vierde film van de Spaanse regisseur Pedro Almodóvar, uit 1984, met Carmen Maura. De film kreeg in 1984 de prijs Sant Jordi van beste film.

## Verhaal
Gloria is een toegewijde huisvrouw. Het appartementje waar haar gezin huist, ligt in een van de vele goedkope appartementsblokken in een voorstad van Madrid en zij deelt het met haar echtgenoot, een taxichauffeur die verliefd is op een Duitse zangeres en voortdurend luistert naar liedjes van Zarah Leander, haar schoonmoeder, twee zoons waarvan de ene een drugsdealer is en de andere homoseksueel. Gloria is constant gestrest en drogeert zich door het inhaleren van huishoudproducten. Gelukkig zijn er nog Cristal, de prostituee die op dezelfde verdieping woont, en het meisje van de buurvrouw, dat bovennatuurlijke gaven heeft (een allusie op de film Carrie van De Palma) om haar af te leiden. De gebeurtenissen nemen een andere wending wanneer Gloria haar man doodslaat.

## Rolverdeling
| Acteur                | Personage                        |
| --------------------- | -------------------------------- |
| Carmen Maura          | Gloria                           |
| Luis Hostalot         | Polo                             |
| Ángel de Andrés López | Antonio                          |
| Gonzalo Suárez        | Lucas Villalba                   |
| Verónica Forqué       | Cristal                          |
| Chus Lampreave        | Abuela                           |
| Cecilia Roth          | reclamemeisje                    |
| Pedro Almodóvar       | play-backzanger van La bien pagá |
| Fabio McNamara        | play-backzanger van La bien pagá |
| Agustín Almodóvar     | Cajero                           |
| Javier Gurruchaga     | tandarts                         |
| Katia Loritz          | Ingrid Muller                    |
| Kiti Mánver           | Juani                            |